# 28 d'octubre
El 28 d'octubre és el tres-cents unè dia de l'any del calendari gregorià i el tres-cents dosè en els anys de traspàs. Queden 64 dies per finalitzar l'any.

## Esdeveniments
Països Catalans
- 1848 - Catalunya - Barcelona i Mataró (el Maresme): inauguren el ferrocarril que unirà aquestes localitats: en aquells moments és el segon de l'estat (el primer es va fer a Cuba).
- 1900 - Barcelona: Àngel Rodríguez, Octavi Aballí i Lluís Roca funden el Reial Club Deportiu Espanyol.
- 1923 - Sant Pere de Ribes, Garraf: s'inaugura l'Autòdrom de Terramar, el quart autòdrom que es va construir al món.[1]
- 1973 - Barcelona: la policia espanyola deté 113 membres de l'Assemblea de Catalunya a la parròquia de Santa Maria Mitjancera.[2]
- 1938 - Espanya: les Brigades Internacionals abandonen el país.[cal citació]
- 1994 - Morella: es constitueix la Xarxa Vives d'Universitats.
- 1996 - Barcelona: la policia es presenta de bon matí al Cinema Princesa per tal d'executar l'ordre de desallotjament. Els aldarulls es prolonguen durant més de 24 hores.
- 1997 - Barcelona: s'hi publica el primer número en català de l'edició d'El Periódico de Catalunya.[3]
- 2006 - València: s'inaugura oficialment l'Octubre Centre de Cultura Contemporània amb una jornada de portes obertes.[4]
- 2020 - Barcelona: Detenen Xavier Vendrell, David Madí, Oriol Soler i Josep Alay en el marc d'una operació policial.[5]

Resta del món
- 1467 - Brustem (Principat de Lieja) - Batalla de Brustem entre les milícies de Lieja i les tropes de Carles I de Borgonya.
- 1708 - Lilla (França) - Els exèrcits imperials ocupen la ciutat de Lilla després del Setge de Lilla (1708) en el curs de la Guerra de Successió Espanyola.
- 1715 - Greifswald: Jordi I de la Gran Bretanya i l'elector de Hannover signen el Tractat de Greifswald durant la Gran Guerra del Nord per assegurar-se la neutralitat de Rússia en l'annexió de Bremen-Verden a canvi d'acceptar l'annexió a Rússia de l'Íngria sueca, l'Estònia Sueca, Reval i Carèlia.[6]
- 1791 - París: La Declaració dels drets de la dona i de la ciutadana, redactada per Olympe de Gouges, es presenta a l'Assemblea Legislativa per a la seva adopció, que és rebutjada.[7]
- 1834 - Etxabarri (Àlaba): amb la victòria dels carlins a l'Acció d'Etxabarri, Bilbao, Sant Sebastià i Pamplona van quedar aïllades durant la Primera Guerra Carlina.
- 1892 - París: Charles-Émile Reynaud presenta al Musée Grévin Pantomimes Lumineuses, espectacle amb tres pel·lícules de dibuixos animats; és la primera projecció pública d'una pel·lícula, anterior a la dels germans Lumière.
- 1919 - EEUU: El Senat aprova la Llei Volstead (o la Llei Seca) que entraria en vigor el 17 de gener de l'any que ve.[8]
- 1922 – Els feixistes italians de Benito Mussolini marxen sobre Roma i prenen el poder.
- 1940 - Metaxàs, dictador de Grècia, respon "No" a l'ultimàtum de Mussolini, inici de la Guerra italo-grega.
- 1949 - França: Apareix publicat el segon volum de l'assaig El segon sexe, de Simone de Beauvoir, una fita del pensament feminista.[9]
- 1958 - Comença al papat de Joan XXIII (28 d'octubre del 1958 - 3 de juny del 1963).

## Naixements
Països Catalans
- 1510 - Gandia: Francesc de Borja, religiós.
- 1848 - Cabrils: Emília Carles i Tolrà, empresària i mecenes, primera marquesa de Castellar del Vallès  (m.1915).[10]
- 1854, Barcelona: Apel·les Mestres i Oñós, artista polifacètic, dedicat al dibuix, poesia, autor de teatre, música, il·lustració gràfica, traducció, col·leccionista i amant de la jardineria.[11]
- 1874 - Sabadell: Ferran Casablancas i Planell, empresari català, que va revolucionar la indústria cotonera al primer quart del segle xx (m. 1960).
- 1878 - Igualada: Emili Vallès i Vidal, gramàtic català (m. 1950).
- 1892 - Barcelona: Lola Anglada, narradora infantil i dibuixant catalana.[12]
- 1898 - Sabadell: Josep Moix i Regàs, secretari general del PSUC, alcalde de Sabadell, director general de Treball i ministre de Treball al govern espanyol durant la Segona República Espanyola (m. 1973).
- 1902 - Sant Carles de la Ràpita: Sebastià Juan Arbó, escriptor català (m. 1984).
- 1924 - Madrid: Antoni Creus i Rubin de Celis, pilot Fórmula 1.
- 1938 - Olot, Garrotxa: Fabià Puigserver, escenògraf, figurinista, actor, director teatral, promotor de les arts escèniques (m.1991).[13]
- 1958 - Terrassa: Concha García Campoy, periodista catalana de ràdio i televisió (m. 2013).[14]
- 1961 - Badalona: Lluïsa Cunillé i Salgado, dramaturga catalana.[15]
- 1963 - Barcelona: Queco Novell, periodista, actor i humorista català.
- 1992 - Xeraco: Alexandra Blanquer, reportera valenciana.
- 1997 - Barcelona: Ariana Benedé Jover, activista contra la leucèmia i impulsora del Projecte ARI (m. 2016).[16]

Resta del món
- 1466 - Rotterdam, Països Baixos: Erasme de Rotterdam, filòsof, filòleg i teòleg holandès, creador del moviment humanista (m. 1536).[17]
- 1542 - Spinazzola (Sicília): Michele Ruggieri, jesuïta italià, missioner a la Xina (m. 1607).[18]
- 1866 - Vilanova de Arousa, Galícia: Ramón María del Valle-Inclán, escriptor gallec.
- 1897 - 
  - Londres: Marjory Warren, metgessa considerada la mare de la medicina geriàtrica moderna (m. 1960).[19]
  - San Bernardino, Califòrnia, Estats Units: Edith Head, sastressa estatunidenca de cinema, que va guanyar vuit Oscars al millor vestuari (m. 1981).[20]
- 1903 - Londres (Anglaterra): Evelyn Waugh, escriptor anglès de novel·les, biografies i llibres de viatge (m. 1966).[21]
- 1908 - Brooklyn: Lee Krasner, influent artista de l'expressionisme abstracte (m. 1984).[22]
- 1909 - Dublín (Irlanda): Francis Bacon pintor irlandès (m. 1992).[23]
- 1914 - Liverpool, Anglaterra: Richard Laurence Millington Synge: químic anglès, Premi Nobel de Química de 1952 (m. 1994).[24]
- 1919 - Bad Pirawarth, Baixa Àustria: Gerhard Ringel, matemàtic alemany.
- 1931 - Córdoba (Argentina), Analía Gadé, actriu argentina establerta a Espanya (m. 2019).[25]
- 1933 - Magé, Rio Janeiro, Brasil: Garrincha, futbolista brasiler.
- 1943 - Salamanca, Charo López, actriu espanyola.
- 1955 - Seattle, estat de Washington, EUA: Bill Gates, empresari informàtic.[26]
- 1967 - Smyrna (Geòrgia), EUA: Julia Roberts, actriu estatunidenca.[27]
- 1974 - San Juan (Puerto Rico): Joaquin Phoenix, actor estatunidenc.
- 1978 - Leiden: Marietje Schaake, neerlandesa militant dels Demòcrates 66.
- 1998 - L'Avelhanet (França): Perrine Laffont, esquiadora especialista en esquí acrobàtic, or olímpic en bamps el 2018 a Pyeongchang.[28]

## Necrològiques
Països Catalans
- 1898 - Palma, Mallorca: Victòria Peña i Nicolau, poeta (n. 1827).[29]
- 1954 - Sabadell: Mercedes de la Aldea Pérez, actriu barcelonina morta prematurament (n. 1931).[30]
- 1956 - San Juan de Puerto Rico: Zenòbia Camprubí i Aymar, escriptora i traductora (n. 1887).[31]
- 1970 - València: Eduard López-Chávarri i Marco, compositor, escriptor i teòric musical valencià (99 anys).
- 2003 - Barcelona: Joan Perucho, escriptor en català especialment de relats curts i contes (n. 1920).

Resta del món
- 1669 - Toledo (Castella, Espanya): Agustín Moreto y Cavana, dramaturg castellà (n. 1618).
- 1703 - Oxford, Anglaterra: John Wallis, matemàtic anglès més influent del segle xvii abans de Newton (n. 1616).[32]
- 1704 - Oates, Essex, Anglaterra, Regne Unit: John Locke, filòsof empirista anglès (n. 1632).[33]
- 1802 - Siena, Gran Ducat de Toscana: Carlo Lapini, compositor del classicisme.
- 1818 - Quincy, Massachusetts: Abigail Adams, també coneguda com a Abigail Smith Adams, primera segona dama (esposa del vicepresident) i la segona primera dama dels Estats Units (n. 1744).
- 1905 - París, França: Alphonse Allais, humorista i escriptor francès (51 anys).[34]
- 1946 - Lieja: Eugénie-Emilie Juliette Folville, compositora, pianista, violinista i directora d'orquestra belga (n. 1870).[35]
- 1949 - Açores: Ginette Neveu, violinista francesa (n.1919).[36]
- 1973 - Süchteln: Lis Beyer, artista tèxtil alemanya formada a la Bauhaus (n. 1906).[37]
- 1977 - Madrid: Miguel Mihura, dramaturg espanyol.
- 1982 - Londres, Anglaterra: Phyllis Covell, tennista anglesa, medallista olímpica als Jocs Olímpics de París 1924 (n. 1895).[38]
- 1998 - Londres (Anglaterra): Ted Hughes, poeta anglès (n. 1930).
- 1999 - El Puerto de Santa María, Cadis, Andalusia, Espanya: Rafael Alberti Merello, poeta espanyol.
- 2001 - Bampton, Oxfordshire: Elizabeth Jennings, bibliotecària, escriptora i poetessa anglesa (n. 1926).[39]
- 2023 - Los Angeles: Matthew Perry, actor estatunidenco-canadenc (n. 1969).[40]

## Festes i commemoracions
- Santoral: sants Simó el Cananeu i Judes Tadeu, apòstols; Fidel de Como, màrtir; Decenci i Germà de Pesaro, màrtirs; Faró de Meaux, bisbe.

- Grècia: dia del No (commemora la resposta de Metaxàs a l'ultimàtum de Mussolini de 1941)